# 亞塞拜然民主共和國
亞塞拜然民主共和國（亞塞拜然語：Azərbaycan Xalq Cümhuriyyəti），是伊斯蘭世界中首個建立的議會民主制國家（早於土耳其）。

## 历史

### 俄羅斯帝國解體
1917年二月革命造成俄羅斯帝國解體。
十月革命后，1917年11月15日，巴库苏维埃的权力落入了布尔什维克与左派社会革命党手里。1917年11月28日，格鲁吉亚孟什维克与社会革命党、亚美尼亚达什纳克、阿塞拜疆穆萨瓦特在第比利斯联合起来召开了外高加索委员会，成为除了巴库以外的整个外高加索联合临时政府。1918年1月11日俄国社会民主工党（布尔什维克）《关于亚美尼亚的决定》要求帮助从俄军复员的亚美尼亚族官兵返回亚美尼亚，抵挡奥斯曼土耳其；並通过对親德的孟什维克派妥协，在格鲁吉亚方向阻挡奥斯曼，核心目标是保住巴库。1918年2月23日在梯弗里斯建立了外高加索瑟姆， 125名代表包括亲德的格鲁吉亚32名代表、亲英法的亚美尼亚达什纳克27名代表、亲奥斯曼土耳其的阿塞拜疆穆萨瓦特30名代表。他们的共识是反共。1918年3月3日签订《布列斯特条约》后，高加索战线的俄军自行复员解体，奥斯曼收复全部失地并向东推进。奥斯曼土耳其军队于3月已经占领卡尔斯、巴统等地，绕道经格鲁吉亚和波斯东侵，目标是占领巴库，當時巴库跟苏俄的陆路交通已经被参加过科尔尼洛夫叛乱的外高加索野蛮师切断。
1918年3月31日至4月2日，巴库苏维埃解除了穆萨瓦特党邀请自連科蘭来巴库出席石油大亨哈吉·泽纳拉宾·塔吉耶夫儿子葬礼的一船野蛮师士兵的武装，成为三月事变导火索。 达什纳克、甚至孟什维克、社会革命党和立宪民主党都站在巴库苏维埃这边参战，1918年4月1日，巴库苏维埃宣布处于被穆萨瓦特党围攻状态。事件於4月3日以巴库苏维埃勝利告終，此次事件估计3000-12000名阿塞拜疆人死亡。

### 外高加索民主聯邦共和國
1918年4月22日，外高加索瑟姆宣佈接受奥斯曼土耳其的最后通牒要求的外高加索独立，建立外高加索民主聯邦共和國，定都梯弗里斯。共和國的最高機關是外高加索瑟姆，議長是格魯吉亞人尼古拉·齊赫澤，亞美尼亞人和阿塞拜疆人則擔任副議長。
另一方面巴库苏维埃中的布尔什维克和左派社会革命党人於1918年4月25日组成巴库公社，以邵武勉为主席。宣布石油工业等国有化、将地主土地交给农民等革命措施。这种舉措激怒了英国，英国驻巴库副领事Major Ranald MacDonell告诉英军军官：“英国与法国政府的新的政策是支持反布尔什维克军队......不论它是保皇党还是社会革命党。”

### 建國
外高加索民主聯邦共和國政府雖不承認《布列斯特和約》，但因缺乏軍事實力，5月11～26日于巴统和德國及土耳其展開和談。在和談中，因三民族意見的分歧（亞美尼亞和格魯吉亞親德，阿塞拜疆親土）逐漸明顯，三民族的國民会議也贊成各自建立獨立的國家，德國和土耳其也支持廢除聯邦共和國。1918年5月26日，外高加索瑟姆提案廢除聯邦共和國。5月26日，格魯吉亞民主共和國獨立。27日外高加索瑟姆中的阿塞拜疆人组成了阿塞拜疆国民大会，5月28日宣布阿塞拜疆民主共和國獨立。28日亞美尼亞民主共和國獨立。

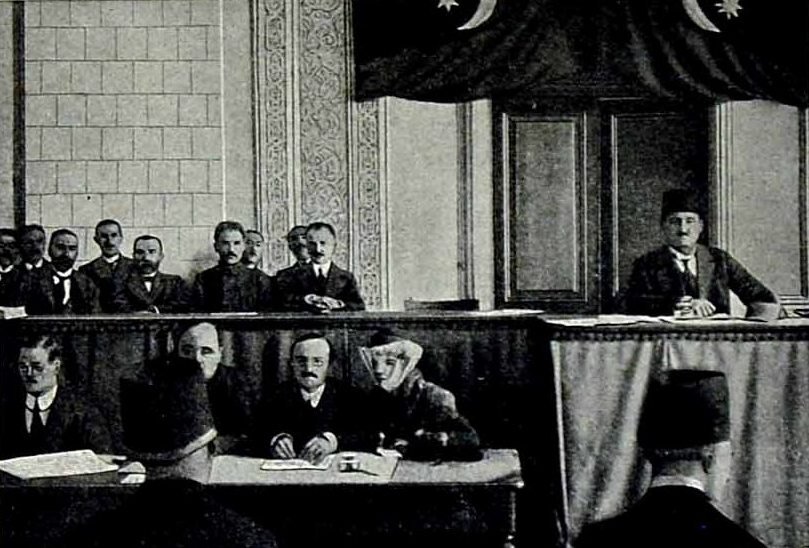
阿塞拜疆第一届议会

1918年6月4日，阿塞拜疆民主共和國与奥斯曼土耳其签订了巴统条约。1918年6月16日，阿塞拜疆国民大会移驻占贾宣布为阿塞拜疆民主共和國临时首都，並依靠土耳其力量攻打巴庫。然而由于阿塞拜疆极端民族主义者指责国民大会的左倾色彩，并且奥斯曼土耳其军队指挥官Nuri Pasha对其忍无可忍，于次日解散了阿塞拜疆国民大会，权力由部长会议主席法塔利·汗·科伊斯基接掌。

### 俄國內戰
1918年7月26日，巴庫的社会革命党人、孟什维克、达什纳克等以259对236多数票推翻了拒絕接受英国派遣军队保护的布尔什维克在巴库的领导权。邵武勉宣布退出巴库苏维埃并率众离开巴库。同一天，莱昂内尔·邓斯特维尔将军率领英国军队进占巴库，成立里海舰队中央委员会独裁政权，政府由右派社会革命党、达什纳克、孟什维克组成。1918年8月1日，巴库公社率领布尔什维克军队乘船离开巴库前往苏维埃控制下的阿斯特拉罕，8月16日被里海舰队中央委员会独裁政权以“临阵脱逃”的罪名逮捕，羁押于巴库监狱。
不過奥斯曼土耳其军队仍在1918年9月15日攻占巴库，屠杀10,000至20,000名当地亚美尼亚人（九月事件）。
1918年10月英国与奥斯曼土耳其签署穆兹罗斯停战协定。土耳其军队撤出阿塞拜疆。英军北波斯部队司令官威廉·汤姆森将军率领5000人的协约国军队于1918年11月17日进占巴库，并宣布实施战时戒严法。并宣布其目标是：
1. 确保奥斯曼土耳其军队及其仆从国阿塞拜疆民主共和国势力退出巴库；
2. 阻止亚美尼亚军队进入巴库；
3. 建立英国在巴库的地方管理当局；
4. 确保巴库油田对英国供应原油；
5. 确保外高加索铁路东部枢纽的安全。

进入巴库的协约国军队受到当地俄罗斯族居民的热情欢迎。然而此時俄國內戰仍在進行，而亞塞拜然也被捲入其中，1918年10月3日，苏俄红军北高加索方面军更名为第11集团军，与邓尼金的白军作战。
1919年1月，北高加索行動时沿着高加索山脉与南俄草原200英里的战线被白军突破一分为二。1919年3月，亲布尔什维克的塔利什人工人在阿塞拜疆南部的连科兰发动暴力抗议活动，驱逐了当地由俄罗斯族上校V.T. Sukhorukov领导的亲英反共的政权：穆甘临时军事专政，5月15日连科兰地区工农苏维埃非常大会宣布建立穆甘苏维埃共和国。布尔什维克从阿斯特拉罕向连科兰运送了登陆兵力与弹药物资，作为从南方进攻巴库的出发地。 
1919年6月，白军队不但控制了北高加索，甚至越过了阿塞拜疆的边境。1919年6月16日，阿塞拜疆民主共和国与格鲁吉亚民主共和国签订了反白军的共同军事防御协定；而邓尼金与亚美尼亚民主共和国签订了秘密军事协定，亚美尼亚军队被授予白军第7军的番号。而阿塞拜疆民主共和国與在卡拉巴赫的亚美尼亚人实际上从1918年3月就开始了漫长的交战直至1920年2月阿塞拜疆民主共和国在卡拉巴赫实施戒严。
1919年6月30日，白军攻占了察里津，红军被迫放弃了阿斯特拉罕。里海沿岸的布尔什维克势力陷入了最困难时期。7月3日白军发动了对莫斯科的总攻势。阿塞拜疆民主共和国倒戈发动對穆甘苏维埃共和国的军事总攻，北线兵力从萨利亚内进攻，部分兵力船运至毗邻伊朗国界的阿斯塔拉，与当地部族武装一起向北进攻。1919年7月23日，阿塞拜疆民主共和国战争部长Samad bey Mehmandarov向连科兰公民发布了敦促投降的公告。布尔什维克势力从连科兰撤往萨拉岛。1919年7月末穆甘苏维埃共和国被滅。1919年8月19日，英军撤出阿塞拜疆。

### 滅亡
1920年1月，俄国内战局勢不變，白军在北高加索被苏俄红军第11集团军彻底击败。阿塞拜疆民主共和国面临着红军的军事压力。1920年3月，阿塞拜疆民主共和国的经济与政治情势达到了崩溃的临界点；第五届内阁倒台。列宁表示苏维埃俄罗斯如果没有巴库的石油就不能生存，展現其控制亞塞拜然的決心。
1920年4月25日，苏俄红军第11集团軍越过了阿塞拜疆边界。4月27日，以纳里曼·纳里曼诺夫为主席的阿塞拜疆临时革命委员会成立，并向阿塞拜疆民主共和国政府发布最后通牒。巴库工人组成的劳动军事分队纷纷占领油田、政府办公楼、邮局；警察也叛向布尔什维克。4月28日阿塞拜疆民主共和国宣布自行撤销。4月30日，红军第11集团军无血进驻巴库，随之成立了阿塞拜疆苏维埃社会主义共和国。
1920年5月，阿塞拜疆民族主义与宗教势力影响深厚的占贾爆发了反对红军的浩大暴乱，以恢复穆沙瓦特的统治。至1920年5月31日暴乱被镇压，其领导人或者逃入格鲁吉亚，或者被布尔什维克逮捕、处决。在格鲁吉亚的阿塞拜疆前领导人不久纷纷因勾结奥斯曼土耳其在巴库進行亚美尼亚大屠杀，而被亚美尼亚民族主义分子潜入第比利斯暗杀。